# Cochabamba chacoensis
Cochabamba chacoensis es un coleóptero de la familia Chrysomelidae. Fue descrita en 1911 por Bowditch.